# Cristian Ortíz
Cristian Jonatan Ortíz (ur. 20 sierpnia 1992 w Rosario) – argentyński piłkarz występujący na pozycji skrzydłowego, od 2023 roku zawodnik ekwadorskiej Barcelony SC.